# Campionati del mondo di atletica leggera indoor 2008 - Salto in alto femminile

## Qualificazione
In finale si qualifica chi supera 1.96 m o rientra tra i primi 8.
| Pos | Atleta                | Paese        | Misura  | Q | Progressione | Progressione | Progressione | Progressione | Progressione | Progressione |
| Pos | Atleta                | Paese        | Misura  | Q | 1.76         | 1.81         | 1.86         | 1.90         | 1.93         | 1.96         |
| --- | --------------------- | ------------ | ------- | - | ------------ | ------------ | ------------ | ------------ | ------------ | ------------ |
| 1   | Ruth Beitia           | Spagna       | 1.96    | Q | -            | O            | O            | O            | O            | O            |
| 1   | Marina Aitova         | Kazakistan   | 1.96 PB | Q | -            | O            | O            | O            | O            | O            |
| 3   | Blanka Vlašić         | Croazia      | 1.96    | Q | -            | -            | O            | -            | XO           | O            |
| 3   | Elena Slesarenko      | Russia       | 1.96    | Q | -            | O            | O            | O            | XO           | O            |
| 3   | Ariane Friedrich      | Germania     | 1.96    | Q | -            | O            | O            | O            | XO           | O            |
| 6   | Vita Palamar          | Ucraina      | 1.96    | Q | -            | -            | O            | O            | XO           | XXO          |
| 7   | Iva Straková          | Rep. Ceca    | 1.93    | q | XO           | XO           | XO           | XXO          | O            | XXX          |
| 8   | Amy Acuff             | Stati Uniti  | 1.93    | q | -            | O            | O            | O            | XO           | XXX          |
| 8   | Ekaterina Savchenko   | Russia       | 1.93    | q | -            | O            | O            | O            | XO           | XXX          |
| 10  | Antonietta Di Martino | Italia       | 1.93    |   | -            | XO           | O            | O            | XO           | XXX          |
| 11  | Xingjuan Zheng        | Cina         | 1.90    |   | O            | O            | XO           | O            | XXX          |              |
| 12  | Romary Rifka          | Messico      | 1.90 NR |   | O            | O            | XXO          | XO           | XXX          |              |
| 13  | Yekaterina Yevseyeva  | Kazakistan   | 1.86    |   | -            | O            | O            | XXX          |              |              |
| 13  | Emma Green            | Svezia       | 1.86    |   | -            | -            | O            | XXX          |              |              |
| 15  | Nicole Forrester      | Canada       | 1.86    |   | -            | O            | XO           | XXX          |              |              |
| 16  | Barbora Laláková      | Rep. Ceca    | 1.81    |   | O            | O            | XXX          |              |              |              |
| 17  | Tatyana Efimenko      | Kirghizistan | 1.81    |   | -            | XO           | XXX          |              |              |              |
|     | Tia Hellebaut         | Belgio       | DNS     |   |              |              |              |              |              |              |

## Finale
| Pos | Atleta              | Paese       | Misura  | Progressione | Progressione | Progressione | Progressione | Progressione | Progressione | Progressione | Progressione | Progressione | Progressione |
| Pos | Atleta              | Paese       | Misura  | 1.84         | 1.88         | 1.91         | 1.93         | 1.95         | 1.97         | 1.99         | 2.01         | 2.03         | 2.09         |
| --- | ------------------- | ----------- | ------- | ------------ | ------------ | ------------ | ------------ | ------------ | ------------ | ------------ | ------------ | ------------ | ------------ |
|     | Blanka Vlašić       | Croazia     | 2.03    | O            | -            | O            | -            | O            | -            | O            | O            | XO           | XXX          |
|     | Elena Slesarenko    | Russia      | 2.01    | O            | O            | O            | XO           | XO           | O            | O            | O            | XXX          |              |
|     | Vita Palamar        | Ucraina     | 2.01 NR | -            | O            | XXO          | O            | O            | O            | XXO          | XXO          | XXX          |              |
| 4   | Ruth Beitia         | Spagna      | 1.99 SB | O            | O            | O            | O            | O            | O            | O            | XXX          |              |              |
| 5   | Marina Aitova       | Kazakistan  | 1.95    | O            | O            | O            | O            | XO           | XXX          |              |              |              |              |
| 6   | Amy Acuff           | Stati Uniti | 1.95 SB | O            | -            | XO           | -            | XXO          | -            | X-           | XX           |              |              |
| 7   | Ekaterina Savchenko | Russia      | 1.93    | O            | O            | O            | O            | XXX          |              |              |              |              |              |
| 8   | Iva Straková        | Rep. Ceca   | 1.93    | O            | O            | XXO          | XO           | XXX          |              |              |              |              |              |
| 8   | Ariane Friedrich    | Germania    | 1.93    | O            | O            | XXO          | XO           | XXX          |              |              |              |              |              |